# Male malice
Male malice, slovenska vokalna zabavnoglasbena skupina.
Člani: Miha Ravnikar, Tadej Vasle, Gregor Zorko, Davor Zemljič.